# 纵翅碱蓬
纵翅碱蓬（学名：Suaeda pterantha）是苋科碱蓬属的植物。分布在中亚、西伯利亚以及中国大陆的新疆等地，生长于海拔2,100米的地区，多生长于干旱山坡及荒地，目前尚未由人工引种栽培。